# Аурано
Аурано (італ. Aurano, п'єм. Ran) — муніципалітет в Італії, у регіоні П'ємонт,  провінція Вербано-Кузіо-Оссола.
Аурано розташоване на відстані близько 550 км на північний захід від Рима, 135 км на північний схід від Турина, 15 км на північний схід від Вербанії.
Населення — 106 осіб (2014).
Щорічний фестиваль відбувається 21 вересня. Покровитель — святий Матвій.

## Демографія
Населення за роками:

Станом на 1 січня 2023 року в муніципалітеті офіційно проживало 6 іноземців з 5 країн, серед них 2 громадяни країн Євросоюзу та 2 громадяни України.

## Сусідні муніципалітети
- Каннеро-Рив'єра
- Фальмента
- Інтранья
- М'яццина
- Оджеббіо
- Премено
- Трарего-Віджона